# Thomas Campbell Eyton
Thomas Campbell Eyton (10 de septiembre de 1809 – 25 de octubre de 1880) fue un naturalista británico especializado en aves, peces y animales de ganado. Fue amigo y corresponsal de Charles Darwin, aunque estaba en desacuerdo con sus teorías.

## Primeros años
Eyton nació en Eyton Hall, cerca de Wellington, Shropshire. Estudió en el Saint John's College de la Universidad de Cambridge, donde fue contemporáneo y amigo de Charles Darwin. En 1855, tras heredar la finca familiar, construyó un museo de historia natural en Eyton Hall.
En 1835, Eyton contrajo matrimonio con Elizabeth Frances Slaney, hija mayor y coheredera del parlamentario Robert Aglionby Slaney. Tuvieron siete hijos. Elizabeth falleció diez años antes que el propio Eyton.

## Carrera
Eyton publicó History of the Rarer British Birds (1836), A Monograph on the Anatidae, Or Duck Tribe (1838), A History of Oyster and Oyster Fisheries (1858) y Osteologia Avium (1871–78). Alrededor de 1842, fundó la colección "Herd Book of Hereford Cattle", la cual editaría hasta 1860.
Fue juez de paz (JP) y Deputy Lieutenant de Shropshire. En 1830 ingresó en la asociación South Salopian Yeomanry Cavalry con grado de corneta y fue ascendido a teniente en 1838.

## Obra

### Algunas publicaciones
- Osteologia avium. Williams & Norgate, Londres 1873–1875. (2.º Suplemento a Osteologia avium.)
- Notes on Scent. Hobson, Wellington 1870.
- Supplement to Osteologia avium. Wellington 1869. (1er Suplemento a Osteologia avium.)
- A synopsis on the Anatidæ or Duck tribe. Hobson, Wellington 1869.
- A history of the oyster and the oyster fisheries. van Voorst, Londres 1858.
- A catalogue of the skeletons of birds in his possession. Londres 1858.
- Osteologia avium. Hobson, Wellington 1858–1867.
- A catalogue of the species of birds in his possession. Hobson, Wellington 1856.
- Some account of a dredging expedition on the Coast of the Isle of Man during the months of May, June, July and August 1852. Londres 1852.
- The Herd book of Hereford Cattle. Londres 1846–1853.
- A lecture on artificial or condensed manures. Wellington 1843.
- A monograph on the Anatidæ or Duck tribe. Londres 1838.
- A history of the rarer British birds. Longmans, Rees, Orme, Brown, Green & Houlstons, Londres 1836.